# Nautes
Pour les articles homonymes, voir Naute (homonymie).
Les nautes sont une confrérie de personnel navigant sur les fleuves et rivières de Gaule.

## Étymologie
Nautes vient du grec ancien ναύτης (naútês) signifiant « marin, matelot ». Il existe également une forme latine nauta, de même signification
Le terme grec naútês vient de la terminologie grecque naus, correspondant du latin navis, qui donne en français « navire » et « navigation ».
Le terme grec naus a une racine indo-européenne nau que l'on retrouve en langue gauloise dans naua (« bateau »).
Naus a donné nausum (« barque gauloise »).
Le terme « Nau » est encore utilisé aujourd'hui concernant une typologie de barque à fond plat présente sur le Léman.
On notera que les Nautae transportent les marchandises par voies d'eau dans toute la Gaule centrale, alors que diverses inscriptions du Haut-Empire citent, à côté des Nautae, les Nauvicularii dont l'activité était maritime.

## Histoire
Les nautes étaient à la fois, propriétaires, armateurs, capitaines de leurs barques, négociants (négoce de vin, d'huile, de blé et de saumure), voituriers (transports par voie d'eau d'un fleuve à un autre). Cela en faisait des commerçants assez aisés et possiblement armés, puisque c'est dans leurs rangs que les autres confréries navigantes (dendrophores, peut-être utriculaires) choisissaient habituellement leurs patrons. « Diverses corporations de navigants se partageaient les artères fluviales : les naviculaires occupaient, en plus de la mer, les embouchures, les nautes les fleuves eux-mêmes, les utriculaires se réservant de plus petits affluents  et des étangs ».

Ils sont organisés en collèges ou en confréries dont la plus célèbre est celle des nautes parisiaques - nautae parisiaci - qui, sous Tibère, ont élevé à Lutèce, le monument appelé le Pilier des Nautes. L'inscription présente sur ce pilier montre que la confrérie des nautes parisii disposait d'une caisse commune. Une corporation des nautes du Rhône, dénommés les « nautae lacus lemani », et des locaux commerciaux responsables du transport fluvial de Genève à Lyon, est également connue,. Elle était placée sous l'autorité d'un curateur. Ils relayaient sur le fleuve la confrérie des nautes du lac Léman, dont le collège se réunissait au sein d'un édifice, sous la forme d'une schola, et situé dans l'agglomération de Lousonna (actuelle Lausanne),. Ils possédaient également une succurcale à Genava, l'ancien site antique de Genève. Au cours du Ier siècle apr. J.-C., ces riches bateliers, devenus maîtres de l'espace économique du lac Léman, ont entrepris la construction de nombreux bâtiments publics et religieux,. Au terme du Ier siècle, cette confrérie aurait financièrement contribué à l'élévation, au cœur de la cité de Lousonna, d'un temple gallo-romain aux ornements ostentatoires. Des prospections archéologiques, entreprises au cours années 1930 dans le quartier de Vidy, ont permis d'exhumer une inscription épigraphique qui témoigne de l'existence de cette corporation lausanienne. L'inscription a été mise en évidence à proximité d'un temple dédié à Mercure. Cette dédicace comporte, entre autres, les termes suivants : 

« [...]nautae [lac]u lemanno qui Leso[nn]ae consistunt[...]. »

— René Dussaud, 1940, p. 33.
Parmi les autres corporations connues ou soupçonnées, il y a les bateliers de l'Ardèche et de l'Ouvèze, ou encore ceux de l'Aar (les nautae Aruranci) et de la Durance. Des inscriptions attestent l'existence des Nautes de la Saône « Patrono Nautarum Araricorum », de la Loire « Patrono Nautarum Ligericorum ».

## Les navires et autres vestiges archéologiques
Plusieurs découvertes d'épaves de chalands gallo-romains ont permis de se faire une idée de la forme des bateaux qu'ils utilisaient. Ceux-ci étaient généralement construits sur sole, c'est-à-dire à fond plat, sans quille, procurant un faible tirant d'eau, selon un principe de construction appelé « monoxyle assemblé ». Les bois utilisés étaient, selon les pièces, du chêne ou du sapin.
Le chaland d'Abbeville compte parmi les épaves remarquables. Ce bateau, découvert en 1808 dans l'ancien lit de la Somme, est le premier chaland gallo-romain découvert en Europe. Daté du IIe siècle apr. J.-C., il mesurait 12m de long sur 3m de large et pouvait embarquer jusqu'à 7 tonnes de fret. Il a fait l'objet d'une reconstitution.

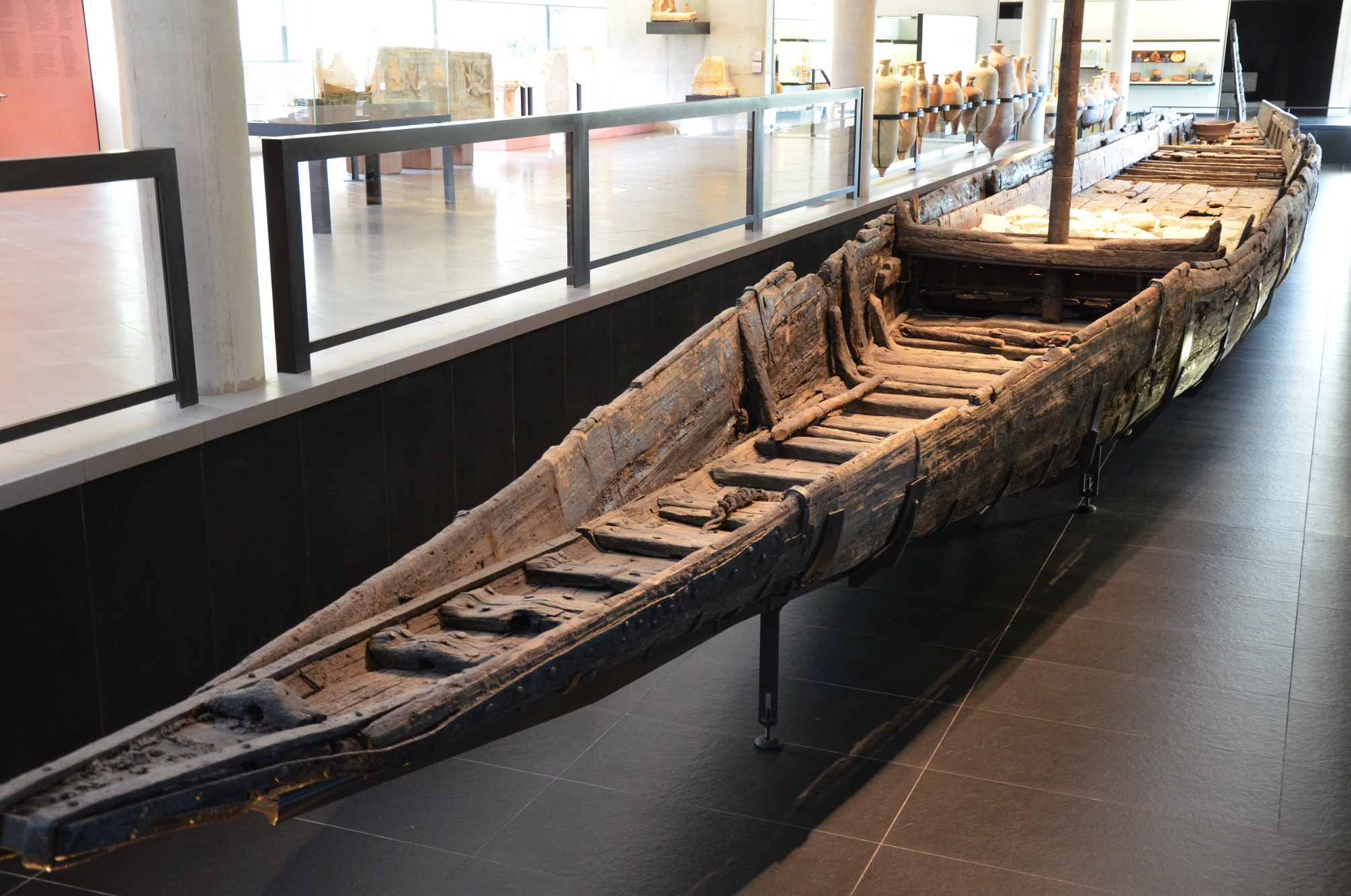
Le chaland Arles Rhône 3 au Musée de l'Arles antique.

Le chaland Arles Rhône 3 a été l'objet d'une couverture médiatique significative. Découvert en 2004 en rive droite du Rhône à Arles, il a été fouillé à partir de 2008, puis, en 2011, il a été remonté à la surface et a fait l'objet d'études et de mesures de conservation. Il est aujourd'hui exposé au Musée de l'Arles antique. Mesurant près de 31m de long pour 3m de large, il date du Ier siècle et sa construction montre des traces d'une influence méditerranéenne.
Les fouilles du parc Saint-Georges, au pied de la colline de Fourvière à Lyon, en 2003, ont mis en évidence six épaves de chalands gallo-romain, construits entre le Ier et le IIIe siècle de notre ère. L'une des épaves est en cours de restauration depuis 2013 en vue d'une exposition au musée gallo-romain de Fourvière.
On peut mentionner enfin le chaland du IIe siècle découvert en 1970 dans le lac de Neuchâtel, en Suisse. Celui-ci mesurait 20m de long et a été le sujet d'un projet d'archéologie expérimentale, la fabrication d'une réplique nommée Altaripa. Cette réplique est exposée au public au Laténium.
En Belgique, deux chalands et une pirogue monoxyle ont été découverts lors d'une fouille de sauvetage à Pommerœul, en 1975. L'un, très dégradé, mesurait encore 15m de long. La seconde épave mesurait 12,7m de long sur 3m de large. Les restes de l'installation portuaire et du vicus associé sont datés du IIe siècle apr. J.-C..